# 桐源站
桐源站位于江西省抚州市臨川區桐源乡，是原向乐线上的一座被撤销的车站，撤销前由南昌铁路局管辖。

## 历史
1961年8月向乐线开始建设，1963年9月江家到抚州北开始施工，年底铺轨至抚州北:53。
1964年3月开始工程临时运营，1965年10月16日到26日南昌铁路局进行验收，11月全线办理临时运营，12月8日到24日办理交接，1966年1月1日正式交付运营:53。
1995年为向乐线上的四、五等站，由上海铁路局南昌铁路分局管辖:100。
2003年为向乐线上的客、货运四等站，由南昌铁路局管辖，离向塘西51公里，距江边村71公里:382。
2004年向乐线上无此站，本站被撤销:77。
根据2013年网友发帖本站应该降为旅客乘降所。
2013年1月17日三江镇到抚州北区间改走新建的向莆铁路昌福线，本旅客乘降所废弃。

## 车站结构
根据2003年卫星图车站有两条股道，站房在车站东北处。